# Società Sportiva Lazio 2016-2017
Questa voce raccoglie le informazioni riguardanti la Società Sportiva Lazio nelle competizioni ufficiali della stagione 2016-2017.

## Stagione

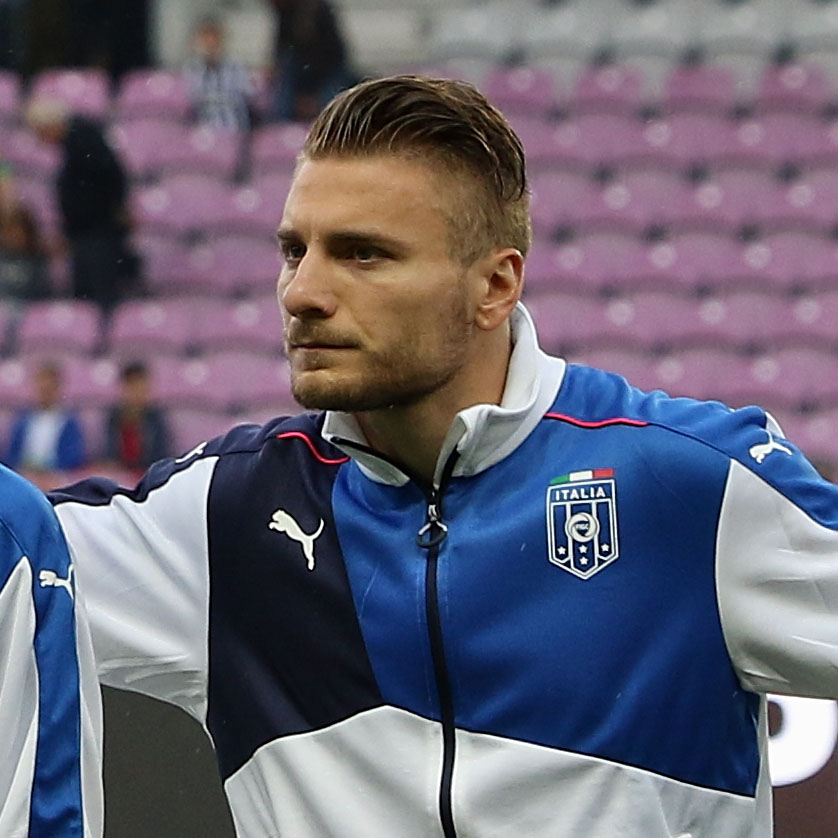
Il nuovo acquisto Ciro Immobile, che a fine stagione risulterà essere il miglior marcatore stagionale dei biancocelesti.

La stagione 2016-2017 della Lazio è la 74ª stagione in Serie A e la 87ª complessiva in massima serie. La panchina viene inizialmente affidata a Marcelo Bielsa, ma, dopo qualche giorno dall'ufficialità del nuovo tecnico, l'allenatore argentino rassegna le sue dimissioni per divergenze sul calciomercato e la squadra viene affidata nuovamente a Simone Inzaghi, già allenatore delle Aquile nel finale della precedente stagione. Il campionato si apre con una vittoria in trasferta dove i biancocelesti battono l'Atalanta per 3-4. Nel girone di andata, la squadra perde diverse partite importanti: viene infatti sconfitta dalla Juventus, dal Milan, oltre che nel derby contro la Roma e dall'Inter. Chiude il girone d'andata al quarto posto con un bottino di 37 punti.
Il 18 gennaio 2017 disputa gli ottavi di finale di Coppa Italia dove si impone per 4-2 sul Genoa mentre nel turno successivo riesce a superare l'Inter per 2-1 qualificandosi così per le semifinali dove affronterà la Roma nel doppio match. Il 1º marzo 2017 la Lazio torna a vincere il derby contro la Roma, dopo quasi quattro anni dall'ultimo, in occasione della semifinale d'andata di Coppa Italia dove si impone per 2-0. Il 4 aprile successivo seppur perdendo la partita per 3-2, passa il turno contro la Roma andando a conquistare un posto in finale. Il 30 aprile torna a vincere il derby anche in campionato poiché i biancocelesti si impongono, per 1-3, sui giallorossi tornando a vincere la stracittadina in Serie A dopo quattro anni e cinque mesi. Il 17 maggio 2017 perde la finale di Coppa Italia poiché la squadra viene superata, per 2-0, dalla Juventus. La squadra alla fine del campionato si piazza al quinto posto con un bottino di settanta punti e con settantaquattro reti messe a segno nell'arco dell'intero campionato risultato che non era riuscito a nessuna compagine biancoceleste; tale risultato permette alla Lazio di aggiudicarsi la qualificazione, direttamente alla fase a gironi, alla UEFA Europa League 2017-2018.

## Divise e sponsor
La nuova maglia, per le partite casalinghe, è stata presentata il 6 luglio 2016 in 3 diversi Lazio Style 1900 e al Macron Store di Roma dove è stata indossata da alcuni giocatori della squadra romana. La maglia Home è celeste con colletto bianco: tinta unita, nessuna sfumatura. Le uniche rifiniture sono rappresentate dalle bande sui fianchi e dagli elastici sulle estremità delle maniche, entrambe bianche con i pantaloncini che seguono il colore del sopra. Anche per questa stagione la scritta che campeggia all'interno del colletto è "Noi l'amiamo e per lei combattiamo".
La maglia per le partite in trasferta è stata presentata a sorpresa la sera del 3 agosto 2016 quando alcuni giocatori della squadra si sono presentati a casa dei primi abbonati regalandogli la suddetta maglia. La maglia si presenta completamente di colore blu notte (compresi i pantaloncini e i calzettoni) mentre i dettagli sono in bianco e celeste, banda laterale e colletto.
Lo sponsor ufficiale per la stagione 2016-2017 non è previsto, anche se in occasione del match casalingo contro la Juventus del 28 agosto 2016 campeggiava, sulle casacche biancocelesti, la scritta "Noi con Voi" in memoria delle vittime e vicinanza ai sopravvissuti del Terremoto del Centro Italia del 2016 avvenuto proprio in quei giorni. Il 27 novembre nella gara casalinga con il Palermo, sulla maglia viene apposto lo speciale logo "I love Norcia" a sostegno della località umbra, colpita in quei giorni da significativi eventi tellurici. Il 4 dicembre 2016 in occasione del derby Lazio-Roma, viene riproposto il logo della clinica Paideia. Mentre il 1º aprile 2017, in occasione della trasferta contro il Sassuolo, scende in campo con le divise con scritto centralmente "Libera" a testimonianza di solidarietà a Luigi Ciotti e alla sua Associazione, da sempre contro i soprusi delle mafie in tutta Italia. Il 30 aprile successivo, in occasione del derby di Roma, scende in campo con indosso le maglie sponsorizzate dallo storico marchio della Sèleco, già sponsor dei biancocelesti negli anni ottanta, e dal 2 maggio 2017 main sponsor della Lazio fino al 2018 con opzione per le stagioni successive.
| Casa | Trasferta | 3ª divisa | Finale Coppa Italia | Portiere Casa | Trasf. Portiere | 3ª Portiere |

La composizione delle divise è la seguente:
- Casa: la maglia e il pantaloncino sono celesti (le rifiniture sulla vita e sulle maniche sono bianche) e i calzettoni sono per metà bianchi e per metà celesti.
- Trasferta: la maglia e il pantaloncino sono blu scuro (le rifiniture sulla vita e sulle maniche sono bianche) e i calzettoni sono anche loro di colore blu scuro rifiniti dalla banda finale di colore bianco.
- Terza divisa: la maglia è prevalentemente bianca con delle linee orizzontali che sfumano sul celeste; anche i pantaloncini sono bianchi mentre i calzettoni sono divisi da linee celesti e bianche.

Va ricordato che, a seconda dei colori della squadra avversaria, i pantaloncini e i calzettoni possono essere abbinati in modo differente.

## Organigramma societario
Area direttiva
Consiglio di gestione
- Presidente: Claudio Lotito
- Consigliere: Marco Moschini

Consiglio di sorveglianza
- Presidente: Corrado Caruso
- Vicepresidente: Alberto Incollingo
- Consiglieri: Fabio Bassan, Vincenzo Sanguigni, Monica Squintu, Silvia Venturini

Area organizzativa
- Direttore sportivo: Igli Tare
- Club manager: Angelo Peruzzi
- Segretario generale: Armando Antonio Calveri
- Direzione amm.va e controllo di gestione / Investor relator: Marco Cavaliere
- Direzione legale e contenziosi: Francesca Miele
- Direzione organizzativa centro sportivo di Formello, uffici, Country Club, stadio: Giovanni Russo
- S.L.O. / Supporter Liaison Officer: Armando Antonio Calveri
- Delegato sicurezza stadio/R.S.P.P.: Sergio Pinata
- Responsabile biglietteria: Angelo Cragnotti
- Direzione settore giovanile: Joop Lensen
- Segretario settore giovanile: Giuseppe Lupo

Area marketing
- Coordinatore marketing, sponsorizzazioni ed eventi: Marco Canigiani
- Area marketing: Massimiliano Burali d'Arezzo, Laura Silvia Zaccheo
- Area licensing e retail: Valerio D'Attilia

Area comunicazione
- Direttore della comunicazione: Arturo Diaconale
- Direttore ufficio stampa, canale tematico, radio, rivista e area digitale: Stefano De Martino

Area tecnica
- Allenatore: Simone Inzaghi
- Allenatore in seconda: Massimiliano Farris
- Analista: Enrico Allavena
- Preparatore dei portieri: Adalberto Grigioni
- Preparatore atletico: Fabio Ripert
- Collaboratori preparatore atletico: Adriano Bianchini, Alessandro Fonte
- Team manager: Maurizio Manzini, Stefan Derkum
- Magazzinieri: Mauro Patrizi, Walter Pela, Stefano Delle Grotti
- Collaboratori tecnici: Mario Cecchi, Ferruccio Cerasaro

Area sanitaria
- Direttore sanitario: dott. Ivo Pulcini
- Coordinatore staff medico e consulente ortopedico: dott. Fabio Rodia
- Struttura sanitaria di riferimento: Paideia
- Medici sociali: dott.i Massimo Razzano, Angelo Ventura
- Nutrizionista: dott. Angelo Pulcini

## Rosa
Rosa e numerazione sono aggiornate al 28 maggio 2017.
| N. |                        | Ruolo | Calciatore       |
| -- | ---------------------- | ----- | ---------------- |
| 1  | Albania (bandiera)     | P     | Thomas Strakosha |
| 2  | Paesi Bassi (bandiera) | D     | Wesley Hoedt     |
| 3  | Paesi Bassi (bandiera) | D     | Stefan de Vrij   |
| 4  | Spagna (bandiera)      | D     | Patric           |
| 5  | Italia (bandiera)      | C     | Danilo Cataldi   |
| 6  | Belgio (bandiera)      | D     | Jordan Lukaku    |
| 7  | Paesi Bassi (bandiera) | A     | Ricardo Kishna   |
| 8  | Serbia (bandiera)      | D     | Dušan Basta      |
| 9  | Serbia (bandiera)      | A     | Filip Djordjevic |
| 10 | Brasile (bandiera)     | C     | Felipe Anderson  |
| 11 | Inghilterra (bandiera) | C     | Ravel Morrison   |
| 11 | Italia (bandiera)      | C     | Luca Crecco      |
| 13 | Brasile (bandiera)     | D     | Wallace          |
| 14 | Senegal (bandiera)     | A     | Keita Baldé      |
| 15 | Angola (bandiera)      | D     | Bastos           |
| 16 | Italia (bandiera)      | C     | Marco Parolo     |
| 17 | Italia (bandiera)      | A     | Ciro Immobile    |
| 18 | Spagna (bandiera)      | C     | Luis Alberto     |

| N. |                                 | Ruolo | Calciatore              |
| -- | ------------------------------- | ----- | ----------------------- |
| 19 | Bosnia ed Erzegovina (bandiera) | C     | Senad Lulić             |
| 20 | Argentina (bandiera)            | C     | Lucas Biglia (capitano) |
| 21 | Serbia (bandiera)               | C     | Sergej Milinković-Savić |
| 22 | Italia (bandiera)               | P     | Federico Marchetti      |
| 23 | Germania (bandiera)             | C     | Moritz Leitner          |
| 25 | Italia (bandiera)               | A     | Cristiano Lombardi      |
| 26 | Romania (bandiera)              | D     | Ștefan Radu             |
| 27 | Camerun (bandiera)              | C     | Joseph Minala           |
| 28 | Brasile (bandiera)              | D     | Vinícius Freitas        |
| 43 | Italia (bandiera)               | D     | Giorgio Spizzichino     |
| 44 | Croazia (bandiera)              | D     | Franjo Prce             |
| 55 | Croazia (bandiera)              | P     | Ivan Vargić             |
| 70 | Australia (bandiera)            | C     | Chris Oikonomidis       |
| 71 | Spagna (bandiera)               | A     | Mamadou Tounkara        |
| 96 | Italia (bandiera)               | C     | Alessandro Murgia       |
| 97 | Italia (bandiera)               | D     | Luca Germoni            |
| 97 | Italia (bandiera)               | A     | Alessandro Rossi        |

## Calciomercato
La Lazio ha iniziato la sessione estiva di calciomercato con l'acquisto del difensore belga Jordan Lukaku prelevato dall'Ostenda per una cifra vicina ai 5 milioni di euro. Il 27 luglio viene ufficializzato il trasferimento di Ciro Immobile dal Siviglia a titolo definitivo. Due giorni più tardi viene comunicato anche l'acquisto del difensore brasiliano Wallace dal Braga. Il 12 agosto 2016 viene acquistato, a titolo definitivo, il centrocampista tedesco Moritz Leitner prelevato per una cifra vicina a 2 milioni di euro al Borussia Dortmund. Il 17 agosto successivo viene ufficializzato l'acquisto del difensore angolano Bastos prelevato dal Rostov per una cifra vicina ai 6,5 milioni di euro. L'ultimo giorno utile di mercato viene acquistato il centrocampista spagnolo Luis Alberto dal Liverpool. Per quanto concerne le cessioni invece a lasciare la squadra sono in molti partendo dagli svincolati: Edson Braafheid, Abdoulay Konko, Stefano Mauri e Miroslav Klose, con quest'ultimo che lascia così il calcio giocato. Il 18 luglio viene ceduto, a titolo definitivo per una cifra vicina ai 450.000 euro, Santiago Gentiletti al Genoa. Il 2 agosto viene ceduto, a titolo definitivo, il nigeriano Ogenyi Onazi al club turco del Trabzonspor che sborsa una cifra vicina ai 5 milioni di euro, mentre nella giornata successiva saluta la compagine biancoceleste Antonio Candreva, acquistato dall'Inter per un totale di 22 milioni di euro. Il 24 agosto 2016 Milan Biševac rescinde il proprio contratto con la società capitolina; mentre cinque giorni più tardi il difensore Maurício viene ceduto in prestito ai russi dello Spartak Mosca. L'ultimo giorno utile della sessione estiva di mercato vengono ceduti, a titolo temporaneo con diritto di riscatto, il portiere Etrit Berisha all'Atalanta, il centrocampista Chris Oikonomidis all'Aarhus e l'attaccante Brayan Perea al Lugo.
Il mercato di gennaio si apre con le cessioni di Franjo Prce, in prestito biennale al Brescia, e di Danilo Cataldi, prestito secco fino a giugno al Genoa. Il 21 gennaio viene ceduto anche Joseph Minala alla Salernitana a titolo temporaneo. Durante l'ultimo giorno di mercato vengono ceduti Vinícius Freitas all'AEK Atene, Moritz Leitner all'Augusta, Ravel Morrison al QPR e Ricardo Kishna al Lilla mentre torna alla base il centrocampista Luca Crecco in prestito all'Avellino. Tre giorni più tardi la chiusura del mercato Álvaro González, fuori rosa dall'inizio della stagione, firma per il Nacional richiedendo la risoluzione del contratto direttamente alla FIFA.

### Sessione estiva(dall'1/7 al 31/8)
| Acquisti         | Acquisti           | Acquisti          | Acquisti                   |
| R.               | Nome               | da                | Modalità                   |
| ---------------- | ------------------ | ----------------- | -------------------------- |
| P                | Thomas Strakosha   | Salernitana       | fine prestito              |
| P                | Ivan Vargić        | Rijeka            | fine prestito              |
| D                | Bastos             | Rostov            | definitivo (5 milioni €)   |
| D                | Jordan Lukaku      | Ostenda           | definitivo (4 milioni €)   |
| D                | Franjo Prce        | Salernitana       | fine prestito              |
| D                | Vinícius Freitas   | Zurigo            | fine prestito              |
| D                | Wallace            | Braga             | definitivo (8 milioni €)   |
| C                | Moritz Leitner     | Borussia Dortmund | definitivo (1,5 milioni €) |
| C                | Luis Alberto       | Liverpool         | definitivo (4 milioni €)   |
| C                | Joseph Minala      | Bari              | fine prestito              |
| C                | Chris Oikonomidis  | Salernitana       | fine prestito              |
| A                | Ciro Immobile      | Siviglia          | definitivo (9,4 milioni €) |
| A                | Cristiano Lombardi | Ancona            | fine prestito              |
| A                | Mamadou Tounkara   | Salernitana       | fine prestito              |
| Altre operazioni |                    |                   |                            |
| R.               | Nome               | da                | Modalità                   |
| P                | Marius Adamonis    | Atlantas          | definitivo (1,3 milioni €) |
| D                | Josip Elez         | Aarhus            | fine prestito              |
| D                | Lorenzo Filippini  | Pro Vercelli      | fine prestito              |
| D                | Luiz Felipe        | Ituano            | definitivo (800.000 €)     |
| D                | Gianluca Pollace   | Salernitana       | fine prestito              |
| C                | Luca Crecco        | Modena            | fine prestito              |
| C                | Álvaro González    | Atlas             | fine prestito              |
| C                | Ronaldo            | Salernitana       | fine prestito              |
| A                | Mattia Fiore       | Akragas           | fine prestito              |
| A                | Brayan Perea       | Troyes            | fine prestito              |
| A                | Antonio Rozzi      | Siena             | fine prestito              |

| Cessioni         | Cessioni            | Cessioni       | Cessioni                                                               |
| R.               | Nome                | a              | Modalità                                                               |
| ---------------- | ------------------- | -------------- | ---------------------------------------------------------------------- |
| P                | Etrit Berisha       | Atalanta       | prestito con diritto di riscatto (5 milioni €)                         |
| P                | Guido Guerrieri     | Trapani        | prestito                                                               |
| D                | Milan Biševac       | -              | risoluzione consensuale                                                |
| D                | Edson Braafheid     | -              | svincolato                                                             |
| D                | Santiago Gentiletti | Genoa          | definitivo (0,5 milioni €)                                             |
| D                | Luca Germoni        | Ternana        | prestito con diritto di riscatto e controriscatto                      |
| D                | Abdoulay Konko      | -              | svincolato                                                             |
| D                | Maurício            | Spartak Mosca  | prestito oneroso (0,5 milioni €) con diritto di riscatto (2 milioni €) |
| C                | Antonio Candreva    | Inter          | definitivo (22 milioni €)                                              |
| C                | Stefano Mauri       | -              | svincolato                                                             |
| C                | Chris Oikonomidis   | Aarhus         | prestito con diritto di riscatto                                       |
| C                | Ogenyi Onazi        | Trabzonspor    | definitivo (5 milioni €)                                               |
| A                | Miroslav Klose      | -              | fine carriera                                                          |
| A                | Alessandro Matri    | Milan          | fine prestito                                                          |
| Altre operazioni |                     |                |                                                                        |
| R.               | Nome                | a              | Modalità                                                               |
| D                | Josip Elez          | Rijeka         | prestito con diritto di riscatto                                       |
| D                | Lorenzo Filippini   | Cesena         | prestito                                                               |
| D                | Luiz Felipe         | Salernitana    | prestito                                                               |
| D                | Simone Mattia       | Sambenedettese | definitivo                                                             |
| D                | Gianluca Pollace    | Gubbio         | prestito                                                               |
| D                | Riccardo Serpieri   | -              | risoluzione consensuale                                                |
| C                | Luca Crecco         | Trapani        | prestito                                                               |
| C                | Ronaldo             | Salernitana    | rinnovo del prestito                                                   |
| A                | Mattia Fiore        | -              | svincolato                                                             |
| A                | Simone Palombi      | Ternana        | prestito con diritto di riscatto e controriscatto                      |
| A                | Brayan Perea        | Lugo           | prestito con diritto di riscatto                                       |
| A                | Antonio Rozzi       | Lupa Roma      | prestito                                                               |

### Sessione invernale(dal 3/1 al 31/1)
| Acquisti         | Acquisti          | Acquisti | Acquisti               |
| R.               | Nome              | da       | Modalità               |
| ---------------- | ----------------- | -------- | ---------------------- |
| C                | Luca Crecco       | Avellino | fine prestito          |
| Altre operazioni |                   |          |                        |
| R.               | Nome              | da       | Modalità               |
| D                | Lorenzo Filippini | Cesena   | fine prestito          |
| D                | Gianluca Pollace  | Gubbio   | fine prestito          |
| C                | Abukar Mohamed    | TPS      | definitivo (195.000 €) |

| Cessioni         | Cessioni          | Cessioni       | Cessioni                                        |
| R.               | Nome              | a              | Modalità                                        |
| ---------------- | ----------------- | -------------- | ----------------------------------------------- |
| D                | Franjo Prce       | Brescia        | prestito                                        |
| D                | Vinícius Freitas  | AEK Atene      | definitivo                                      |
| C                | Danilo Cataldi    | Genoa          | prestito                                        |
| C                | Moritz Leitner    | Augusta        | definitivo (2 milioni €)                        |
| C                | Joseph Minala     | Salernitana    | prestito                                        |
| C                | Ravel Morrison    | QPR            | prestito con diritto di riscatto (2,5 milioni)  |
| A                | Ricardo Kishna    | Lilla          | prestito con diritto di riscatto (12 milioni €) |
| Altre operazioni |                   |                |                                                 |
| R.               | Nome              | a              | Modalità                                        |
| D                | Lorenzo Filippini | Virtus Entella | prestito                                        |
| D                | Gianluca Pollace  | Racing Roma    | prestito                                        |

### Operazioni esterne alle sessioni
| Cessioni         | Cessioni         | Cessioni         | Cessioni         |
| R.               | Nome             | a                | Modalità         |
| Altre operazioni | Altre operazioni | Altre operazioni | Altre operazioni |
| R.               | Nome             | a                | Modalità         |
| ---------------- | ---------------- | ---------------- | ---------------- |
| C                | Álvaro González  | -                | risoluzione      |

## Risultati

### Serie A

#### Girone di andata
| Arbitro: | Banti (Livorno) |

|                               |           |                                                 |
| Kessié 63’, 67’ Petagna 90+1’ | Marcatori | 15’ Immobile 20’ Hoedt 33’ Lombardi 89’ Cataldi |

| Arbitro: | Guida (Torre Annunziata) |

|  |           |             |
|  | Marcatori | 66’ Khedira |

| Arbitro: | Orsato (Schio) |

|               |           |             |
| Gamberini 52’ | Marcatori | 55’ de Vrij |

| Arbitro: | Maresca (Napoli) |

|                                            |           |  |
| Milinković-Savić 67’ Radu 72’ Immobile 76’ | Marcatori |  |

| Arbitro: | Massa (Imperia) |

|                            |           |  |
| Bacca 37’ Niang 74’ (rig.) | Marcatori |  |

| Arbitro: | Fabbri (Ravenna) |

|                           |           |  |
| Keita Baldé 29’ Lulić 90’ | Marcatori |  |

| Arbitro: | Russo (Nola) |

|  |           |                                   |
|  | Marcatori | 28’, 61’ Immobile 54’ Keita Baldé |

| Arbitro: | Di Bello (Brindisi) |

|                       |           |              |
| Immobile 90+7’ (rig.) | Marcatori | 10’ Helander |

| Arbitro: | Giacomelli (Trieste) |

|                                     |           |                         |
| Iago Falque 20’ Ljajic 90+2’ (rig.) | Marcatori | 71’ Immobile 84’ Murgia |

| Arbitro: | Celi (Bari) |

|                                                             |           |                    |
| Keita Baldé 6’ Immobile 23’ (rig.), 28’ Felipe Anderson 79’ | Marcatori | 87’ (aut.) Wallace |

| Arbitro: | Calvarese (Teramo) |

|                        |           |            |
| Lulić 50’ Immobile 55’ | Marcatori | 57’ Defrel |

| Arbitro: | Damato (Barletta) |

|            |           |                 |
| Hamšík 52’ | Marcatori | 54’ Keita Baldé |

| Arbitro: | Di Bello (Brindisi) |

|                                                   |           |             |
| Felipe Anderson 11’ Biglia 58’ (rig.) Wallace 66’ | Marcatori | 52’ Ocampos |

| Arbitro: | Guida (Torre Annunziata) |

|  |           |                      |
|  | Marcatori | 31’ Milinković-Savić |

| Arbitro: | Banti (Livorno) |

|  |           |                              |
|  | Marcatori | 64’ Strootman 77’ Nainggolan |

| Arbitro: | Carmine Russo (Nola) |

|            |           |                                 |
| Schick 89’ | Marcatori | 40’ Milinković-Savić 44’ Parolo |

| Arbitro: | Irrati (Pistoia) |

|                                              |           |            |
| Keita Baldé 23’ Biglia 45+4’ (rig.) Radu 90’ | Marcatori | 64’ Zárate |

| Arbitro: | Mazzoleni (Bergamo) |

|                            |           |  |
| Banega 54’ Icardi 56’, 65’ | Marcatori |  |

| Arbitro: | Maresca (Napoli) |

|              |           |  |
| Immobile 90’ | Marcatori |  |

#### Girone di ritorno
| Arbitro: | Pairetto (Nichelino) |

|                                            |           |             |
| Milinković-Savić 45+1’ Immobile 68’ (rig.) | Marcatori | 21’ Petagna |

| Arbitro: | Massa (Imperia) |

|                       |           |  |
| Dybala 5’ Higuaín 17’ | Marcatori |  |

| Arbitro: | Fabbri (Ravenna) |

|  |           |             |
|  | Marcatori | 90’ Inglese |

| Arbitro: | Giacomelli (Trieste) |

|                        |           |                                                        |
| Benali 29’ Brugman 41’ | Marcatori | 10’, 14’, 49’, 77’ Parolo 57’ Keita Baldé 69’ Immobile |

| Arbitro: | Damato (Barletta) |

|                     |           |          |
| Biglia 45+1’ (rig.) | Marcatori | 85’ Suso |

| Arbitro: | Rizzoli (Bologna) |

|            |           |                              |
| Krunić 67’ | Marcatori | 68’ Immobile 80’ Keita Baldé |

| Arbitro: | Pairetto (Nichelino) |

|                     |           |  |
| Immobile 72’ (rig.) | Marcatori |  |

| Arbitro: | Russo (Nola) |

|  |           |                  |
|  | Marcatori | 9’, 74’ Immobile |

| Arbitro: | Mazzoleni (Bergamo) |

|                                                  |           |           |
| Immobile 56’ Keita Baldé 87’ Felipe Anderson 90’ | Marcatori | 72’ López |

| Cagliari 19 marzo 2017, ore 15:00 CET 29ª giornata | Cagliari                 | 0 – 0 referto | Lazio | Stadio Sant'Elia (15.535 spett.)\| Arbitro: \| Guida (Torre Annunziata) \| |
| Arbitro:                                           | Guida (Torre Annunziata) |               |       |                                                                            |

| Arbitro: | Giacomelli (Trieste) |

|                    |           |                                  |
| Berardi 26’ (rig.) | Marcatori | 42’ Immobile 83’ (aut.) Consigli |

| Arbitro: | Irrati (Pistoia) |

|  |           |                                 |
|  | Marcatori | 25’ Callejón 51’, 90+2’ Insigne |

| Arbitro: | Maresca (Napoli) |

|                        |           |                                 |
| Simeone 10’ Pandev 78’ | Marcatori | 45+2’ Biglia 90+1’ Luis Alberto |

| Arbitro: | Fabbri (Ravenna) |

|                                                             |           |                  |
| Immobile 8’, 9’ Keita Baldé 21’, 24’ (rig.), 26’ Crecco 90’ | Marcatori | 46’, 52’ Rispoli |

| Arbitro: | Orsato (Schio) |

|                     |           |                                |
| De Rossi 45’ (rig.) | Marcatori | 12’, 85’ Keita Baldé 50’ Basta |

| Arbitro: | Mazzoleni (Bergamo) |

| |           |                                          |
| Keita Baldé 2’ Immobile 19’ (rig.), 70’ Hoedt 36’ Felipe Anderson 38’ (rig.) de Vrij 45’ Lulić 65’ | Marcatori | 32’ Linetty 72’, 90’ (rig.) Quagliarella |

| Arbitro: | Celi (Bari) |

|                                             |           |                            |
| Babacar 67’ Kalinić 73’ Lombardi 76’ (aut.) | Marcatori | 55’ Keita Baldé 81’ Murgia |

| Arbitro: | Di Bello (Brindisi) |

|                        |           |                                         |
| Keita Baldé 18’ (rig.) | Marcatori | 31’ Andreolli 37’ (aut.) Hoedt 74’ Éder |

| Arbitro: | Rocchi (Firenze) |

|                                |           |                     |
| Nalini 14’, 60’ Falcinelli 22’ | Marcatori | 26’ (rig.) Immobile |

### Coppa Italia

#### Fase finale
| Arbitro: | Damato (Barletta) |

|                                                            |           |                        |
| Djordjevic 20’ Hoedt 31’ Milinković-Savić 70’ Immobile 75’ | Marcatori | 41’ Pinilla 45’ Pandev |

| Arbitro: | Guida (Torre Annunziata) |

|              |           |                                       |
| Brozović 84’ | Marcatori | 20’ Felipe Anderson 56’ (rig.) Biglia |

| Arbitro: | Irrati (Pistoia) |

|                                   |           |  |
| Milinković-Savić 29’ Immobile 78’ | Marcatori |  |

| Arbitro: | Rizzoli (Bologna) |

|                                |           |                                   |
| El Shaarawy 43’ Salah 66’, 90’ | Marcatori | 37’ Milinković-Savić 56’ Immobile |

| Arbitro: | Tagliavento (Terni) |

|                            |           |  |
| Dani Alves 12’ Bonucci 24’ | Marcatori |  |

## Statistiche

### Statistiche di squadra
| Competizione | Punti | In casa | In casa | In casa | In casa | In casa | In casa | In trasferta | In trasferta | In trasferta | In trasferta | In trasferta | In trasferta | Totale | Totale | Totale | Totale | Totale | Totale | DR  |
| Competizione | Punti | G       | V       | N       | P       | Gf      | Gs      | G            | V            | N            | P            | Gf           | Gs           | G      | V      | N      | P      | Gf     | Gs     | DR  |
| ------------ | ----- | ------- | ------- | ------- | ------- | ------- | ------- | ------------ | ------------ | ------------ | ------------ | ------------ | ------------ | ------ | ------ | ------ | ------ | ------ | ------ | --- |
| Serie A      | 70    | 19      | 12      | 2       | 5       | 40      | 23      | 19           | 9            | 5            | 5            | 34           | 28           | 38     | 21     | 7      | 10     | 74     | 51     | +23 |
| Coppa Italia | -     | 2       | 2       | 0       | 0       | 6       | 2       | 3            | 1            | 0            | 2            | 4            | 6            | 5      | 3      | 0      | 2      | 10     | 8      | +2  |
| Totale       | -     | 21      | 14      | 2       | 5       | 46      | 25      | 22           | 10           | 5            | 7            | 38           | 34           | 43     | 24     | 7      | 12     | 84     | 59     | +25 |

### Andamento in campionato
| Giornata  | 1 | 2 | 3 | 4 | 5 | 6 | 7 | 8 | 9 | 10 | 11 | 12 | 13 | 14 | 15 | 16 | 17 | 18 | 19 | 20 | 21 | 22 | 23 | 24 | 25 | 26 | 27 | 28 | 29 | 30 | 31 | 32 | 33 | 34 | 35 | 36 | 37 | 38 |
| --------- | - | - | - | - | - | - | - | - | - | -- | -- | -- | -- | -- | -- | -- | -- | -- | -- | -- | -- | -- | -- | -- | -- | -- | -- | -- | -- | -- | -- | -- | -- | -- | -- | -- | -- | -- |
| Luogo     | T | C | T | C | T | C | T | C | T | C  | C  | T  | C  | T  | C  | T  | C  | T  | C  | C  | T  | C  | T  | C  | T  | C  | T  | C  | T  | T  | C  | T  | C  | T  | C  | T  | C  | T  |
| Risultato | V | P | N | V | P | V | V | N | N | V  | V  | N  | V  | V  | P  | V  | V  | P  | V  | V  | P  | P  | V  | N  | V  | V  | V  | V  | N  | V  | P  | N  | V  | V  | V  | P  | P  | P  |
| Posizione | 1 | 7 | 8 | 4 | 9 | 5 | 4 | 5 | 5 | 5  | 4  | 4  | 4  | 4  | 4  | 4  | 3  | 5  | 5  | 4  | 4  | 5  | 4  | 6  | 6  | 5  | 4  | 4  | 4  | 4  | 4  | 4  | 4  | 4  | 4  | 4  | 4  | 5  |

Fonte:  Serie A – Classifiche, su sport.sky.it, Sky Sport. URL consultato il 22 luglio 2016 (archiviato dall'url originale l'11 settembre 2014).
Legenda:

Luogo: C = Casa; T = Trasferta. Risultato: V = Vittoria; N = Pareggio; P = Sconfitta.

### Statistiche dei giocatori
Nel conteggio delle reti realizzate si aggiunga una autorete a favore in campionato.
Sono in corsivo i giocatori che hanno lasciato la società a stagione in corso.
| Giocatore           | Serie A  | Serie A | Serie A     | Serie A    | Coppa Italia | Coppa Italia | Coppa Italia | Coppa Italia | Totale   | Totale | Totale      | Totale     |
| Giocatore           | Presenze | Reti    | Ammonizioni | Espulsioni | Presenze     | Reti         | Ammonizioni  | Espulsioni   | Presenze | Reti   | Ammonizioni | Espulsioni |
| ------------------- | -------- | ------- | ----------- | ---------- | ------------ | ------------ | ------------ | ------------ | -------- | ------ | ----------- | ---------- |
| D. Basta            | 27       | 1       | 2           | 0          | 3            | 0            | 0            | 0            | 30       | 1      | 2           | 0          |
| Bastos              | 11       | 0       | 6           | 1          | 3            | 0            | 0            | 0            | 14       | 0      | 6           | 1          |
| L. Biglia           | 29       | 4       | 8           | 0          | 5            | 1            | 1            | 0            | 34       | 5      | 9           | 0          |
| D. Cataldi          | 11       | 1       | 3           | 1          | -            | -            | -            | -            | 11       | 1      | 3           | 1          |
| L. Crecco           | 3        | 1       | 0           | 0          | 1            | 0            | 0            | 0            | 4        | 1      | 0           | 0          |
| S. de Vrij          | 27       | 2       | 3           | 0          | 4            | 0            | 0            | 0            | 31       | 2      | 3           | 0          |
| F. Djordjevic       | 17       | 0       | 0           | 0          | 1            | 1            | 0            | 0            | 18       | 1      | 0           | 0          |
| Felipe Anderson     | 36       | 4       | 5           | 0          | 5            | 1            | 1            | 0            | 41       | 5      | 6           | 0          |
| L. Germoni          | -        | -       | -           | -          | -            | -            | -            | -            | -        | -      | -           | -          |
| W. Hoedt            | 23       | 2       | 5           | 0          | 3            | 1            | 1            | 0            | 26       | 3      | 6           | 0          |
| C. Immobile         | 36       | 23      | 5           | 0          | 5            | 3            | 0            | 0            | 41       | 26     | 5           | 0          |
| Keita Baldé         | 31       | 16      | 6           | 1          | 3            | 0            | 0            | 0            | 34       | 16     | 6           | 1          |
| R. Kishna           | 5        | 0       | 0           | 0          | -            | -            | -            | -            | 5        | 0      | 0           | 0          |
| M. Leitner          | 2        | 0       | 0           | 0          | -            | -            | -            | -            | 2        | 0      | 0           | 0          |
| C. Lombardi         | 18       | 1       | 4           | 0          | 1            | 0            | 0            | 0            | 19       | 1      | 4           | 0          |
| Luis Alberto        | 9        | 1       | 0           | 0          | 1            | 0            | 0            | 0            | 10       | 1      | 0           | 0          |
| J. Lukaku           | 16       | 0       | 2           | 0          | 4            | 0            | 1            | 0            | 20       | 0      | 3           | 0          |
| S. Lulić            | 31       | 3       | 9           | 1          | 4            | 0            | 2            | 0            | 35       | 3      | 11          | 1          |
| F. Marchetti        | 17       | -22     | 0           | 0          | 1            | -1           | 0            | 0            | 18       | -23    | 0           | 0          |
| S. Milinković-Savić | 34       | 4       | 8           | 0          | 5            | 3            | 0            | 0            | 39       | 7      | 8           | 0          |
| J. Minala           | -        | -       | -           | -          | -            | -            | -            | -            | -        | -      | -           | -          |
| R. Morrison         | -        | -       | -           | -          | -            | -            | -            | -            | -        | -      | -           | -          |
| A. Murgia           | 14       | 2       | 1           | 0          | 4            | 0            | 0            | 0            | 18       | 2      | 1           | 0          |
| C. Oikonomidis      | -        | -       | -           | -          | -            | -            | -            | -            | -        | -      | -           | -          |
| M. Parolo           | 34       | 5       | 11          | 0          | 4            | 0            | 2            | 0            | 38       | 5      | 13          | 0          |
| Patric              | 19       | 0       | 4           | 0          | 2            | 0            | 2            | 0            | 21       | 0      | 6           | 0          |
| F. Prce             | 1        | 0       | 0           | 0          | -            | -            | -            | -            | 1        | 0      | 0           | 0          |
| Ș. Radu             | 29       | 2       | 10          | 0          | 2            | 0            | 2            | 1            | 31       | 2      | 12          | 1          |
| A. Rossi            | 3        | 0       | 0           | 0          | -            | -            | -            | -            | 3        | 0      | 0           | 0          |
| G. Spizzichino      | 1        | 0       | 0           | 0          | -            | -            | -            | -            | 1        | 0      | 0           | 0          |
| T. Strakosha        | 21       | -26     | 1           | 0          | 4            | -7           | 1            | 0            | 25       | -33    | 2           | 0          |
| M. Tounkara         | 1        | 0       | 0           | 0          | -            | -            | -            | -            | 1        | 0      | 0           | 0          |
| I. Vargić           | 1        | -3      | 0           | 0          | -            | -            | -            | -            | 1        | -3     | 0           | 0          |
| Vinícius Freitas    | -        | -       | -           | -          | -            | -            | -            | -            | -        | -      | -           | -          |
| Wallace             | 25       | 1       | 3           | 0          | 5            | 0            | 0            | 0            | 30       | 1      | 3           | 0          |